# Gare de Xiamen-Nord
La gare de Xiamen-Nord est une gare ferroviaire chinoise situé à Xi'an. Elle a ouvert en 2010.